# Платанос (Ираклион)
Платанос — деревня и бывшая община провинции Кенургио в номе Ираклион с 243 жителями, а также одноимённый муниципальный район, который сегодня принадлежит диму Гортина. Его удалённость от Ираклиона — 51 километр. Высота над уровнем моря — 95 метров на равнине Мессара. Название происходит от дерева платан. Жители занимаются сельским хозяйством, производят оливковое масло. В деревне есть церковь Агиос Георгиос и начальная школа.

## Департамент
Муниципальный департамент состоит из населенных пунктов:
- Платанос [243], центр.
- Трипитас [20].

## Исторические данные
Деревня не упоминается в венецианской и турецкой переписях 1671 года. В 1834 году в ней проживало 15 христианских семей, в 1881 году — 162 христианина и 13 мусульман. В 1878 году более 4000 жителей собрались и стали протестовать, поскольку продовольствие из Греции перестало доходить, а командиры заставляли их выплачивать натуральный налог («декати») и половину урожая с брошенной турецкой собственности. Противостояние зашло настолько далеко, что командиры убили Георгиоса Мариса и Георгиоса Папачацакиса.
К западу, на расстоянии 500 метров, в месте Монастириакес Ахладес и Гудис расположены остатки прото-минойского поселения. Археолог Стефанос Ксантоудидис в 1915 году обнаружил здесь две сводчатые гробницы, в которых были найдены прото-минойские печати, каменные сосуды и другие артефакты.

## Известные уроженцы
- Георгиос Катехакис (1881—1936), греческий офицер, революционер, министр.